# Togo na Letnich Igrzyskach Olimpijskich 1988
Togo na Letnich Igrzyskach Olimpijskich 1988 reprezentowało 6 zawodników (sami mężczyźni). Był to 3. start reprezentacji Togo na letnich igrzyskach olimpijskich.

## Skład kadry

### Lekkoatletyka
Mężczyźni
- Boevi Lawson - 100 metrów - odpadł w eliminacjach
- Akossi Gnalo - 400 metrów - odpadł w eliminacjach
- Toyi Simklina - trójskok - 40. miejsce

### Boks
Mężczyźni
- Ayewoubo Akomatsri - waga kogucia - 17. miejsce
- Anoumou Aguiar - waga lekkopółśrednia - 17. miejsce
- Abdoukerim Hamidou - waga półśrednia - 9. miejsce